# ميوول (خطأ عملة)

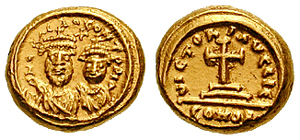
مثال على ميوول هرقل

في علم العملات المِيوول هي عملة معدنية أو ميدالية سكت بتصميمات على الوجهين والظهر ولا توجد عادة على نفس القطعة. يمكن أن تكون هذه التبديلات بالتصميم مقصودة أو ناتجة عن خطأ. وهذا النوع من الأخطاء مطلوب بشدة من قبل هواة الجمع ويمكن أن تباع النماذج بأسعار مرتفعة.
عُثر على أقدم الميوول بين العملات اليونانية والرومانية القديمة. حيث ينقسم الرأي بين أولئك الذين يعتقدون أنها عرضية أو نتيجة لتركيبة غير صحيحة بين قالب جديد وآخر سحب رسميًا من الاستخدام أو عمل لصانعي العملات الذين يعملون بقوالب مسروقة من دار سك رسمية ربما في وقت كان ينبغي فيه تدمير أحدها.
الاسم مشتق من الميوول "البغل" وهو الهجين من الحصان والحمار وذلك لأن هذه العملة المعدنية لها جانبان مخصصان لعملات معدنية مختلفة تمامًا كما أن البغل لديه آباء من نوعين مختلفين.

## أمثلة بارزة
في مارس 2014 أكدت دار سك العملة الملكية وجود زوج من عملات السبائك الذهبية الصادرة عام 2014 والتي سُكت من الفضة الخالصة عيار 999: ما يقرب من 38000 عملة حصان قمري بقيمة 2 جنيه إسترليني و17000 عملة بريتانيا بقيمة 2 جنيه إسترليني. ضربت الخيول القمرية باستخدام الوجه المسنن لعملة بريتانيا بينما ضربت عملات بريتانيا باستخدام الوجه غير المسنن لعملة الحصان القمري.
في فبراير 2009 أفاد موقع كُويْن وورلد أن بعض ميداليات أبيجيل آدامز لعام 2007 من دار سك العملة الأمريكية وسكت باستخدام الوجه الخلفي لميدالية لويزا ادامز لعام 2008 على ما يبدو عن طريق الخطأ. حيث كانت هذه القطع موجودة ضمن مجموعة ميداليات الزوجة الأولى لعام 2007. ولم تنشر دار سك العملة الأمريكية أي تقديرات لعدد الميوول التي صنعت. أبلغ عن أن أسعار إي باي في مارس 2009 وصلت إلى 925.99 دولارًا.
في عام 1967 صدرت عملة نيوزيلندية بقيمة 2 سنت تحمل وجه العملة الباهامية بقيمة 5 سنت انظر عملات الدولار النيوزيلندي.
في يونيو 2009 أبلغ عن وجود عملة بريطانية نادرة بدون تاريخ بقيمة 20 بنس في التداول نتيجة للجمع العرضي بين القوالب القديمة والجديدة في الإنتاج بعد إعادة تصميم العملة المعدنية البريطانية في عام 2008 مع إصدار ما يقدر بنحو 50000 إلى 200000 عملة قبل ملاحظة الخطأ.
تضمنت العملات الأولمبية الشتوية المنتجة في برنامج العملات الأولمبية التابع لدار سك العملة الملكية الكندية لدورة الألعاب الأولمبية الشتوية 2010 في فانكوفر العديد من عملات الميوول المعدنية التي دخلت إلى التداول.
كان أحد أول أخطاء الميوول الأصلية التي أصدرتها دار سك العملة الأمريكية (على النقيض من أخطاء الميوول المتعمدة في منتصف القرن التاسع عشر) هو دولار ساكاجاويا 2000 - ربع ميوول واشنطن. ويظهر على الوجه الأمامي ربع دولار من ولاية واشنطن والوجه الخلفي دولار من ساكاجاويا. سكت هذه العملة المعدنية على قطعة دولار ساكاجاويا. وأكدت دار سك العملة في يوليو/تموز 2000 أن العملة كانت خطأً مشروعاً نجم عن استبدال غير مقصود لقالب ساكاجاويا المتصدع بقالب واشنطن. وأفادت التقارير أنه سكت عدة آلاف من العملات المعدنية قبل اكتشاف الخطأ واستعاد موظفو دار السك معظمها وقاموا بتدميرها. اعتبارًا من مايو 2019 كان هناك 18 شركة معروفة علنًا وقاموا باعتمادها منها 14 مملوكة لتومي بولاك. بيعت عينة في أغسطس 2012 مقابل 155.250 دولار.

## ميوول "وسيم"
في بعض الأحيان تستخدم دور سك العملة قوالب إثبات في إنتاج العملات المعدنية المخصصة للتداول. والعملات المعدنية المنتجة عندما يقومون بـ"تزويج" قالب إثبات قابل للتعريف مع قالب تجاري تُعرف باسم "البغال الجميلة". وغالبًا ما تكون التفاصيل الموجودة على الميوول الوسيم أكثر حدة بوجه ملحوظ وعلى هذا يمكن تمييزها عن الضربات التجارية العادية المتداولة.